# Щукин, Семён Семёнович
Семён Семёнович Щукин (ок. 1795 —1868) — русский педагог, директор Иркутской гимназии.
Родился в Иркутске. Образование получил в Главном педагогическом институте. С 1817 года начал преподавать в Иркутской гимназии естественные науки, которыми он ревностно занимался, особенно ботаникой. Совместно с Турчаниновым собрал массу растений Восточной Сибири, обнаружил много новых видов, описал их и дал им названия. Одновременно с этим он занимался и минералогией, при поддержке архиепископа Нила. В 1818 году стал вести метеорологические наблюдения, результаты которых направлял в Петербургскую Академию наук. 
В течение 1832—1842 гг. занимал должность директора Иркутской гимназии. В 1838 году у него родился сын Николай (1838—1870) — писатель, публицист, деятель Сибирского областничества.
Состоял членом обществ: Вольного экономического, энтомологического и Императорского русского географического общества — по его Сибирскому отделу, где был членом распорядительного комитета. Состоял он также действительным членом Иркутского губернского статистического комитета. 
В 1842 году, выйдя в отставку в чине статского советника, переехал в Санкт-Петербург. В 1851 году вернулся в Иркутск и опять принялся за метеорологические наблюдения и собрание иркутских летописей, из которых делал свод. 
Умер 23 ноября (5 декабря) 1868 года. После него остались груды сухих растений, богатый травник и другие коллекции. Оставил большой запас материалов и многосторонних сведений о крае. Из напечатанного им: Средняя годичная температура Иркутска // Иркутские Губернские ведомости. — 1859. — № 1; Средняя температура Иркутска за 1858 г. // Иркутские Губернские ведомости. — 1859. — № 25. 
Его брат — Николай Семёнович (1792—1883) — этнограф и краевед.